# Agapornitins
Els agapornitins (Agapornithinae) són una subfamília de lloros de la família dels psitacúlids (Psittaculidae).

## Taxonomia
Modernament s'ha classificat 3 gèneres i 23 espècies.
- Bolbopsittacus, amb una espècie, lloret guaiaber (Bolbopsittacus lunulatus).
- Loriculus, amb 13 espècies.
- Agapornis, amb 9 espècies.